# 1969 год в науке
В 1969 году были различные научные и технологические события, некоторые из которых представлены ниже.

## События
- 1 января — начались метеонаблюдения на Останкинской телебашне. Для обработки данных в Москве была создана ЦВГМО, которая стала головным институтом отрасли.[1]

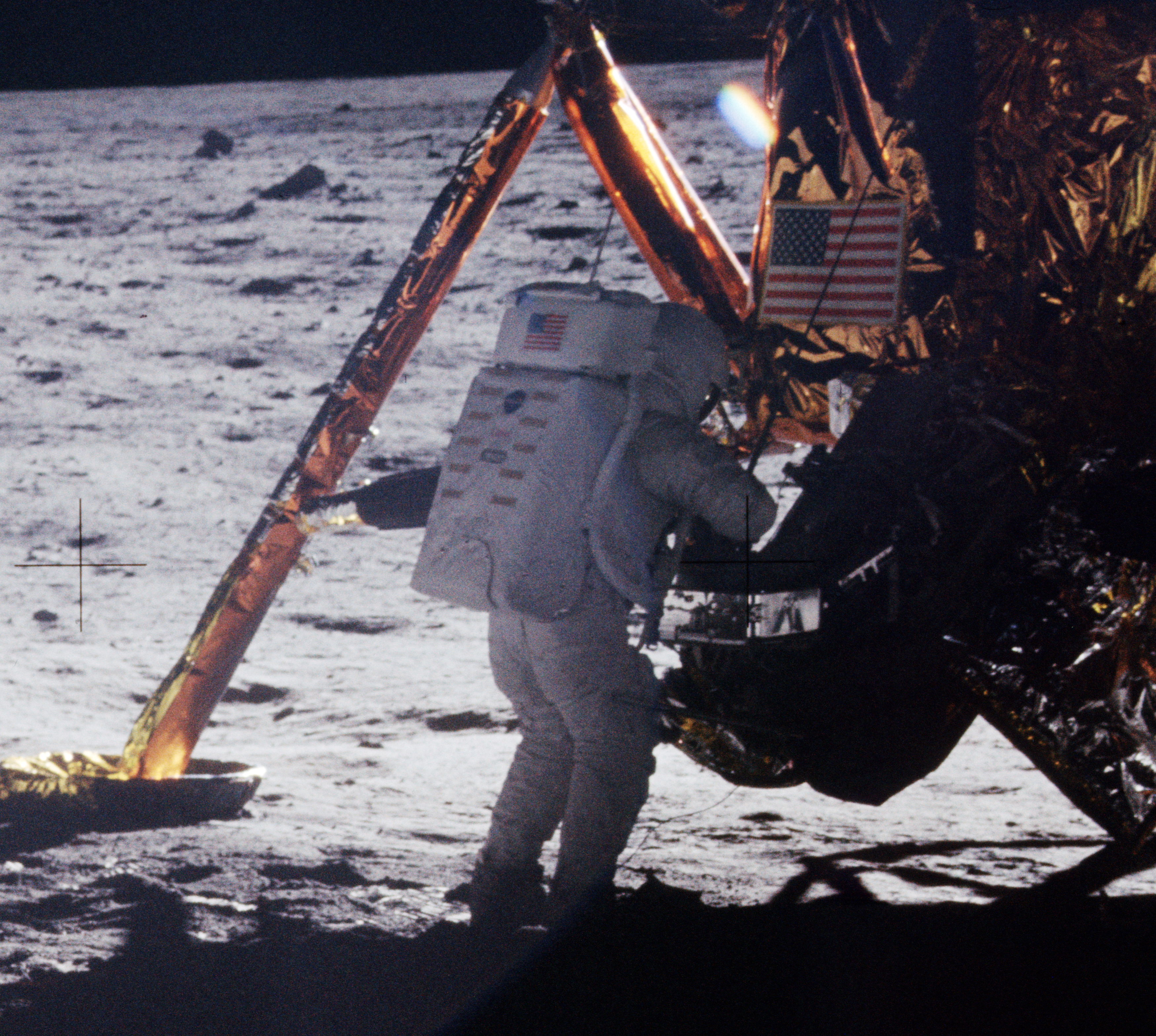
Нил Армстронг на Луне

- 16 января — впервые в мире состыковались два советских пилотируемых космических корабля «Союз-4» и «Союз-5».
- 18 марта — кольцеобразное солнечное затмение (максимальная фаза 0,9954)[2].
- 2 апреля — полутеневое лунное затмение затмение в Южном полушарии (фаза −0,32)[3].
- 13 июля — с космодрома Байконур стартовала ракета-носитель «Протон-К», которая вывела на траекторию полёта к Луне АМС «Луна-15». Программа полёта станции «Луна-15» не была выполнена из-за аварии.
- 20 июля — экипаж «Аполлон-11» совершил первую в истории человечества высадку на Луну.
- 21 июля — командир американского космического корабля «Аполлон-11» Н. Армстронг вышел на первую прогулку по Луне.
- 27 августа — полутеневое лунное затмение затмение в Южном полушарии (фаза −0,96)[3].
- 11 сентября — кольцеобразное солнечное затмение (максимальная фаза 0,969)[4].
- 19 сентября — первый полёт вертолёта «Ми-24».
- 25 сентября — полутеневое лунное затмение затмение в экваториальной зоне Земли (фаза −0,10)[3].
- 6 декабря — в СССР был выполнен первый термоядерный взрыв по программе Сай-Утёс (создание провальных воронок, не связанных с полостью взрыва).

### Изобретения
- ARPANET, предшественник сети Internet: Министерство обороны США.
- Приборы с зарядовой связью: Уиллард Бойл, Джордж Смит.

### Новые виды животных
- Животные, описанные в 1969 году

## Награды
- Нобелевская премия
  - Физика — Марри Гелл-Манн, «За открытия, связанные с классификацией элементарных частиц и их взаимодействий».
  - Химия — О. Хассель, Д. Бартон, «За вклад в развитие концепции конформации и её применение в химии».
  - Медицина и физиология — С. Э. Лурия, А. Херши, М. Дельбрюк, «За открытия, касающиеся механизма репликации и генетической структуры вирусов».

- Большая золотая медаль имени М. В. Ломоносова
  - Джулио Натта (профессор, Италия) — за выдающиеся достижения в области химии полимеров.
  - Николай Николаевич Семёнов — за выдающиеся достижения в области химической физики.

- Другие награды АН СССР
  - Учреждена премия имени А. С. Пушкина, в первый раз она была вручена в 1971 году[5].

- Премия Тьюринга
  - Марвин Минский — за пионерские работы по проблеме искусственного интеллекта.

## Родились
- 18 марта — Эрик Вайсстайн, американский математик, создатель популярного энциклопедического сайта «MathWorld».
- 28 декабря — Линус Бенедикт Торвальдс, финский программист, создатель Linux, ядра операционной системы.

## Скончались
- 4 октября — Виктор Владимирович Виноградов, советский литературовед и лингвист-русист, академик АН СССР. Основоположник крупнейшей научной школы в отечественном языкознании.
- 15 ноября — Гюнтер Тесман, немецкий и бразильский учёный, ботаник, этнолог, лингвист.